# NGC 6293
NGC 6293 is een bolvormige sterrenhoop in het sterrenbeeld Slangendrager. Het hemelobject werd op 24 mei 1784 ontdekt door de Duits-Britse astronoom William Herschel.

## Synoniemen
- GCL 55
- GC 4270
- ESO 519-SC5
- C 1707-265